# Goldbach (Unterfranken)
Goldbach település Németországban, azon belül Bajorországban. Lakosainak száma 10 300 fő (2023. december 31.). Goldbach Hösbach, Aschaffenburg, Glattbach és Johannesberg községekkel határos.

## Népesség
A település népessége az elmúlt években az alábbi módon változott:
| Lakosok száma | 1421 | 5505 | 8998 | 9145 | 9823 | 9722 | 9975 | 9967 | 10 171 | 10 300 |
|               | 1875 | 1950 | 1975 | 1987 | 2012 | 2014 | 2016 | 2017 | 2021   | 2023   |